# Provincia de Quillota
La Provincia de Quillota es una división administrativa chilena, ubicada en el centro de la Región de Valparaíso. Tiene una superficie de 1638,7 km² y una población de 192.327 habitantes. Su capital es la ciudad de Quillota, la cual integra una conurbación suburbana con La Calera y La Cruz, consideradas ciudades satélites y dormitorio del Gran Valparaíso.

## Economía
En 2018, la cantidad de empresas registradas en la provincia de Quillota fue de 4.671. El Índice de Complejidad Económica (ECI) en el mismo año fue de 0,28, mientras que las actividades económicas con mayor índice de Ventaja Comparativa Revelada (RCA) fueron Servicios Sociales sin Alojamiento (67,17), Cultivos Hidropónicos y Hortalizas en Invernaderos (54,11) y Cultivo de Porotos o Frijol (52,47).

## Comunas
La provincia está constituida por 5 comunas: 
- Quillota
- La Cruz
- La Calera
- Nogales
- Hijuelas

Las comunas de Limache y Olmué pertenecieron a la Provincia de Quillota hasta 2010, cuando pasaron a formar parte de la provincia de Marga Marga.

## Autoridades
Las autoridades son nombradas directamente por el Presidente de la República y se mantienen en su cargo mientras cuenten con su confianza.

### Gobernador Provincial (1990-2021)

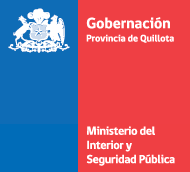
Logotipo de la Gobernación de la Provincia de Quillota hasta 2021.

Las siguientes personas se desempeñaron como gobernadores provinciales de Quillota.
| Gobernador(a)             | Partido             | Partido     | Inicio              | Final               | Presidente(a) | Presidente(a)           |
| ------------------------- | ------------------- | ----------- | ------------------- | ------------------- | ------------- | ----------------------- |
| Héctor Castro Castro      |                     | PDC         | 11 de marzo de 1990 | 11 de marzo de 1994 |               | Patricio Aylwin         |
| Desconocido               | Desconocido         | Desconocido | 11 de marzo de 1994 | 1998                |               | Eduardo Frei Ruíz-Tagle |
| Roberto Ravest Calderón   |                     | PDC         | 1998                | 11 de marzo de 2000 |               | Eduardo Frei Ruíz-Tagle |
| Roberto Ravest Calderón   | 11 de marzo de 2000 | PDC         | 11 de marzo de 2006 |                     | Ricardo Lagos |                         |
| Nilton Vergara Carroza    |                     | PRSD        | 11 de marzo de 2006 | 11 de marzo de 2010 |               | Michelle Bachelet       |
| Jorge Ebner Paredes       |                     | UDI         | 17 de marzo de 2010 | 11 de marzo de 2014 |               | Sebastián Piñera        |
| César Antonio Barra Rozas |                     | PS          | 11 de marzo de 2014 | 11 de marzo de 2018 |               | Michelle Bachelet       |
| Iván Cisternas Tapia      |                     | RN          | 17 de marzo de 2018 | 14 de julio de 2021 |               | Sebastián Piñera        |

### Delegado Presidencial Provincial (Desde 2021)

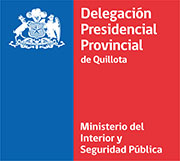
Logotipo de la Delegación Presidencial Provincial de Quillota desde 2021.

Nuevo cargo que reemplaza la figura de Gobernador provincial.
| Delegado(a)          | Partido | Partido | Inicio              | Final               | Presidente(a) | Presidente(a)    |
| -------------------- | ------- | ------- | ------------------- | ------------------- | ------------- | ---------------- |
| Iván Cisternas Tapia |         | RN      | 14 de julio de 2021 | 11 de marzo de 2022 |               | Sebastián Piñera |
| José Orrego Ramírez  |         | RD      | 11 de marzo de 2022 | En el cargo         |               | Gabriel Boric    |
| José Orrego Ramírez  | FA      |         | 11 de marzo de 2022 | En el cargo         |               | Gabriel Boric    |